# Пинчуков, Егор Васильевич
Егор Васильевич Пинчуков  (6 мая 1928, Подлесное, Северо-Кавказский край — 21 января 1982, Подлесное, Ставропольский край) — передовик советского сельского хозяйства, старший чабан колхоза имени Ленина Изобильненского района Ставропольского края, Герой Социалистического Труда (1966).

## Биография
Родился в 1928 году в селе Подлесное (ныне — в Труновском районе Ставропольского края) в русской крестьянской семье.
Получив начальное образование, в самом начале войны, в 1941 году трудоустроился чабаном по выпасу овец в колхоз «Красный партизан». После освобождения Ставрополья от оккупации вместе с другими сельчанами участвовал в восстановлении хозяйства, затем стал работать чабаном. В октябре 1951 году после слияния нескольких колхозов, стал работать в колхозе имени Ленина. Проработал здесь до 1982 года.
По итогам работы в седьмой пятилетке в его отаре были самые высокие показатели по настригу шерсти и приплоду молодняка.
Указом Президиума Верховного Совета СССР от 22 марта 1966 года за достижение высоких показателей в производстве продукции сельского хозяйства Егору Васильевичу Пинчукову было присвоено звание Героя Социалистического Труда с вручением ордена Ленина и медали «Серп и Молот».
Общий трудовой стаж составил 40 лет. Продолжал работать в овцеводстве и демонстрировать высокие показатели.
Проживал в родном селе. Умер 21 января 1982 года.

## Награды
- Герой Социалистического Труда (орден Ленина и медаль «Серп и Молот»; 22.03.1966)
- Орден Октябрьской Революции (14.03.1975)
- Орден Трудового Красного Знамени (13.03.1981)
- медали.

## Память
- Именем Е. В. Пинчукова названа одна из улиц в селе Подлесное.